# Сироїжка зелена велика
Сироїжка зелена велика (Russula aeruginea Lindblad ex Fr.) — їстівний гриб з родини сироїжкових  (Russulaceae).

## Будова
Шапка гола, 5-10 см у діаметрі, напівкуляста, потім опуклорозпростерта, з опущеним тонким, гладеньким, з часом короткорубчастим краєм, зелена, оливково-зелена, зеленувато-коричнева, у центрі темніша, зрідка зеленувато-білувата, гола, клейкувата. Шкірка знімається.
Гіменофор пластинчатий. Пластинки білуваті, потім жовтуваті, з віком розпливчасто-коричневі.
Відбиток спор кремово-жовтуватий. Спори 7-9 Х 6-8 мкм, більш або менш виразно шипасті.
Ніжка 5-7 Х 1,5-2 см, біла, з віком біля основи рудувата, щільна, потім з порожниною.
М'якуш білий, солодкий, у молодих пластинках гоструватий, без особливого запаху.

## Поширення та середовище існування
Зустрічається по всій Україні в листяних (переважно березових) та мішаних (під березою) лісах у серпні — вересні.

## Практичне використання
Їстівний гриб. Використовують свіжим або засолюють.